# Podziemne przejście dla pieszych
Podziemne przejście dla pieszych – budowla zapewniająca możliwość przejścia dla pieszych pod określonym szlakiem komunikacyjnym przebiegającym na powierzchni terenu lub budowli mostowej. Takie przypisanie tego rodzaju obiektów budowlanych do kategorii budowli zostało dokonane w artykule art. 3 pkt. 3 prawa budowlanego, definiującego pojęcie budowli; w ramach tej definicji wyszczególniono podstawowe rodzaje budowli, wymieniając także podziemne przejście dla pieszych.

## Opis
Podziemne przejścia dla pieszych były często budowane w Europie w latach 70. XX wieku w tym w Polsce Ludowej ze względu na popularność modernistycznych idei rozdzielania ruchu pieszego i samochodowego. Wadą przejść podziemnych pozbawionych wind jest brak funkcjonalności i nieprzyjazny charakter dla osób z dziećmi na wózkach, niepełnosprawnych i rowerzystów. Z tego powodu od lat 90. XX wieku rozpoczęto w Polsce wyposażanie przejść podziemnych w windy. Niektóre przejścia podziemne wyposaża się także w schody ruchome. W niektórych miastach Europy zdecydowano się nawet na usunięcie przejść podziemnych, co równocześnie wiąże się z likwidacją dominacji samochodów na ulicy i przywróceniem przejść dla pieszych, czego przykładem są remonty ulic Babenberger w Wiedniu, ulica Krakowskie Przedmieście w Warszawie oraz Trasy W-Z w Łodzi.
Jedną z odmian przejścia jest womitorium – tunelowe przejście w trybunie, łączące zewnętrzne ciągi komunikacyjne obiektu widowiskowego (np. stadionu) z widownią. Przykładem womitorium były wjazdy na płytę dawnego Stadionu Dziesięciolecia w Warszawie.

## Przejście podziemne w ruchu drogowym

znak D-35: przejście podziemne dla pieszych

Kodeks drogowy oraz przepisy wykonawcze definiują specjalny znak informacyjny dla tego typu przejść. Jest to znak D-35: przejście podziemne dla pieszych.
Podziemne przejście dla pieszych umożliwia bezkolizyjne skrzyżowanie ruchu pieszego z innego rodzajem ruchem, np. drogowym czy kolejowym. Realizowane jest poprzez budowę odpowiedniego tunelu lub mostu (wiaduktu), przy czym ruch pieszy odbywa się w tunelu lub pod wiaduktem, a ruch pojazdów na koronie budowli. Z dniem 21 września 2022 r. podziemne przejście dla pieszych stało się tunelem dla pieszych.